# Electroceramica
Cerasind-Electroceramica Turda este o companie producătoare de ceramică electrotehnică din România.

## Descriere
Compania fabrică și comercializează izolatori pentru linii aeriene de joasă și medie tensiune, suporturi izolante pentru aparataj electric de medie tensiune, carcase izolante pentru aparataj electric, izolatori de trecere pentru posturi electrice, izolatori pentru căi ferate electrice și pentru locomotive, izolatori pentru transformatoare de putere, piese ceramice de joasă tensiune, aparate electrice de joasă și medie tensiune.
Compania are sediul în Turda, fabrica fiind amplasată pe un teren cu suprafață de aproximativ 9.500 de metri pătrați, construcțiile ocupând peste 5.500 metri pătrați.
Hala principală de producție are o suprafață de 3.600 de metri pătrați, aici aflându-se atelierele de producție pentru izolatoare de joasă, medie și înaltă tensiune.
Capacitatea de producție de izolatori electrici este de 5.000 de tone pe an.
Acționarul majoritar al companiei este firma italiană Barberi Rubinetterie Industriali, cu o deținere de 77,57%.
De asemenea, SIF Oltenia (SIF5) deține 14,79% din acțiunile firmei.
Titlurile Electroceramica Turda se tranzacționează la Bursa de Valori București, la secțiunea necotate, sub simbolul ELC.
Cifra de afaceri:
- 2008: 22,8 milioane lei[3]
- 2006: 16,2 milioane lei[4]

## Istoric
În anul 1935, a fost fondată Manufactura Națională de Porțelan "CORAL" Turda, Societate Anonimă Română.
Principalele produse fabricate constau în articole ceramice de menaj, materiale refractare și articole de laborator din porțelan.
În anul 1945, compania început producția de produse din ceramică electrotehnică.
În anul 1949, compania își schimbă numele în ELECTROCERAMICA Turda, după 1990 în CERASIND.

## Galerie de imagini

Acţiune a "Manufacturii Naţionale de Porţelan" Turda din anul 1939